# 울릉 태하동 솔송나무·섬잣나무·너도밤나무 군락
울릉 태하동 솔송나무·섬잣나무·너도밤나무 군락은 대한민국 경상북도 울릉군 서면 태하동에 있는, 솔송나무와 섬잣나무, 너도밤나무가 무리 지어 사는 곳이다. 대한민국의 천연기념물 제50호로 지정되어 있다.